# En el umbral de la vida
En el umbral de la vida también conocida como Tres almas desnudas , (en sueco: Nära livet) es el nombre de una película de drama sueca dirigida por Ingmar Bergman y estrenada en 1958. Bergman fue ganador como Mejor Director en el Festival de Cannes y Anderson, Dahlbeck, Ornäs y Thulin obtuvieron el premio a la Mejor interpretación femenina.

## Sinopsis
Cecilia es una mujer que sufre una hemorragia interna cuando sólo lleva tres meses de embarazo. En la habitación del hospital conoce a Stina, cuyo bebé nacerá con retraso, y a Hjördis, que espera un hijo ilegítimo y ha intentado abortar.

## Reparto
- Eva Dahlbeck como Stina Andersson.
- Ingrid Thulin como Cecilia Ellius.
- Bibi Andersson como Hjördis Petterson.
- Barbro Hiort af Ornäs como la enfermera Brita.
- Erland Josephson como Anders Ellius.
- Max von Sydow como Harry Andersson.
- Gunnar Sjöberg como Dr. Nordlander.
- Ann-Marie Gyllenspetz como Counsellor Gran.
- Inga Landgré como  Greta Ellius.